# El Cónsul
El Cónsul es un barrio perteneciente al distrito Teatinos-Universidad de la ciudad andaluza de Málaga, España. Según la delimitación oficial del ayuntamiento, limita al norte y el oeste con el barrio de Cañada de los Cardos; al este, con el barrio de El Cónsul 2; y al sur, con el Campus Universitario de Teatinos, en concreto con los terrenos del Centro Meteorológico.

## Transporte
En autobús queda conectado mediante las siguientes líneas de la EMT: 
| Línea | Trayecto                              | Recorrido | Frecuencia    |
| ----- | ------------------------------------- | --------- | ------------- |
| 8     | Alameda Principal - Hospital Clínico  | Recorrido | 13 minutos    |
| 23    | Alameda Principal - Parque Cementerio | Recorrido | 25-30 minutos |